# جان فرانکن‌هایمر
جان مایکل فرانکن‌هایمر (به انگلیسی: John Michael Frankenheimer) (زادهٔ ۱۹ فوریهٔ ۱۹۳۰ – درگذشتهٔ ۶ ژوئیهٔ ۲۰۰۲) کارگردان آمریکایی فیلم و تلویزیون در ژانر فیلم‌های درام، اکشن و تعلیق بود.

## زندگی‌نامه
در ۱۹ فوریه ۱۹۳۰ در کویینز، نیویورک به دنیا آمد. مادرش هلن ماری یک کاتولیک ایرلندی‌تبار و پدرش والتر مارتین فرانکن‌هایمر یک یهودی آلمانی‌تبار بود. پس از آموزش هنری در ۱۹۴۷، در ۱۹۵۱ از کالج ویلیامز در ویلیامزتاون، ماساچوست فارغ‌التحصیل شد. در اواخر سال ۱۹۵۰ یک واحد فیلم در نیروی هوایی به نام «فیلم اسکادران» (film squadron) در بربنک، کالیفرنیا تأسیس شد و جان به‌واسطه علاقه‌اش به تئاتر و سینما، به عنوان افسر جزء در این بخش پذیرفته شد. او در آنجا توانست در مدت یک فیلم کوتاه دربارهٔ شیوه تولید آسفالت بسازد.
در سن بیست و سه سالگی (۱۹۵۳) به عنوان بازیگر به استخدام شبکه شبکه سی‌بی‌اس درآمد. او در تلویزیون دستیار سیدنی لومت می‌شود و بعداً چند مجموعه تلویزیونی از جمله «برف‌های کلیمانجارو» را کارگردانی می‌کند. مدتی نیز به کارگردانی نمایش‌های تابستانی می‌پردازد تا اینکه در ۱۹۵۷ اولین فیلمش «بیگانه جوان» را می‌سازد. در ۱۹۶۲ جای چارلز کریچتون را در فیلم «پرنده باز آلکاتراز» می‌گیرد. عاقبت او شرکت فیلمسازی خودش را تأسیس می‌کند تا با آزادی بیشتری به فیلمسازی بپردازد.
فرانکن‌هایمر بر اثر سکته قلبی که عوارض پس از عمل جراحی ستون فقرات بود در سن ۷۲ سالگی در شهر لس آنجلس درگذشت.

## فیلمشناسی
| سال  | نام فیلم             | یادداشت                                                               |
| ---- | -------------------- | --------------------------------------------------------------------- |
| ۱۹۵۷ | بیگانه جوان          |                                                                       |
| ۱۹۶۱ | وحشی‌های جوان         |                                                                       |
| ۱۹۶۲ | پرنده باز آلکاتراز   | نامزد شیر طلایی از جشنواره فیلم ونیز (۱۹۶۲)                           |
| ۱۹۶۲ | کاندیدای منچوری      | نامزد جایزه بفتا بهترین فیلم (۱۹۶۲)                                   |
| ۱۹۶۲ | همه سقوط می‌کنند      | نامزد نخل طلایی از جشنواره فیلم کن (۱۹۶۲)                             |
| ۱۹۶۴ | ترن                  | نامزد جایزه بفتا بهترین فیلم (۱۹۶۴)                                   |
| ۱۹۶۴ | هفت روز در ماه می    |                                                                       |
| ۱۹۶۶ | دومی‌ها               | نامزد نخل طلایی از جشنواره فیلم کن (۱۹۶۶)                             |
| ۱۹۶۶ | جایزه بزرگ           |                                                                       |
| ۱۹۶۸ | تعمیرکار             | نامزد بهترین فیلم و بهترین کارگردانی حلقه منتقدان فیلم نیویورک (۱۹۶۸) |
| ۱۹۶۹ | پروانه‌های کولی       |                                                                       |
| ۱۹۶۹ | دریانورد استثنایی    |                                                                       |
| ۱۹۷۰ | از خط عبور می‌کنم     |                                                                       |
| ۱۹۷۱ | سوارکاران            |                                                                       |
| ۱۹۷۳ | ماجرای داستان عشق    |                                                                       |
| ۱۹۷۳ | مرد یخین می‌آید       |                                                                       |
| ۱۹۷۴ | ۹۹ و ۴۴/۱۰۰ مرده     |                                                                       |
| ۱۹۷۵ | ارتباط فرانسوی ۲     |                                                                       |
| ۱۹۷۷ | یکشنبه سیاه          |                                                                       |
| ۱۹۷۹ | پیشگویی              |                                                                       |
| ۱۹۸۲ | مبارزه               |                                                                       |
| ۱۹۸۵ | پیمان هالکرافت       |                                                                       |
| ۱۹۸۶ | پرداخت ۵۲ هزار دلاری |                                                                       |
| ۱۹۸۹ | شلیک مرگبار          |                                                                       |
| ۱۹۹۰ | جنگ چهارم            |                                                                       |
| ۱۹۹۱ | سال اسلحه            |                                                                       |
| ۱۹۹۴ | در برابر دیوار       |                                                                       |
| ۱۹۹۶ | جزیره دکتر مورو      |                                                                       |
| ۱۹۹۷ | جورج والاس           |                                                                       |
| ۱۹۹۸ | رونین                |                                                                       |
| ۲۰۰۰ | بازی‌های گوزن قطبی    |                                                                       |
| ۲۰۰۱ | کمین                 |                                                                       |
| ۲۰۰۲ | راهی به سوی جنگ      |                                                                       |